# Yeat
Noah Olivier Smith (narozen 26. února 2000), spíše známý jako Yeat (občas stylizovaný jako YEAT či YËAT /ˈjiːt/ YEET), je americký rapper, zpěvák, skladatel a hudební producent. Je známý svým experimentálním zvukem, unikátním slangem a nekonvenčním smyslem pro módu, v níž se objevuje směs značkových oblečení a kukel.
Yeat se proslavil v polovině roku 2021 po vydání mixtapu 4L a debutového studiového alba Up 2 Me, přičemž skladby "Money So Big" a "Get Busy" z druhého jmenovaného alba si získaly značnou popularitu na TikToku. V roce 2022 vydal druhé studiové album 2 Alive a EP Lyfe, přičemž oba projekty debutovaly v první desítce žebříčku Billboard 200. V roce 2023 vydal své třetí studiové album Afterlyfe, které debutovalo na čtvrté příčce žebříčku Billboard 200. Objevil se v písni "IDGAF" od rappera Drake; skladba debutovala na druhé příčce žebříčku Billboard Hot 100 a na první příčce žebříčku Global 200.

## Raný život
Noah Olivier Smith se narodil 26. února 2000 v Irvine v Kalifornii rumunské matce a americkému otci britského a mexického původu. Jeho babička z otcovy strany je Mexičanka pocházející z města Tijuana, zatímco jeho dědeček je britsko-amerického původu. Yeat má dva mladší bratry. Yeat strávil rané dětství ve Fullertonu v Kalifornii, než se s rodinou přestěhoval do Portlandu v Oregonu, kde navštěvoval střední školu Lakeridge High School v předměstském městě Lake Oswego. Po dokončení střední školy se Yeat krátce přestěhoval do New Yorku, než se vrátil do oblasti Los Angeles, aby se věnoval hudební kariéře.

## Kariéra

### 2015–2021: Začátky kariéry
Yeat zahájil svou kariéru v roce 2015 a původně tvořil hudbu pod jménem Lil Yeat, ale tyto nahrávky byly z internetu smazány. Dne 30. června 2018 Yeat poprvé veřejně vystoupil pod svou současnou přezdívkou, když na kanálu YouTube Elevator premiérově představil skladbu s názvem "Brink". Yeat uvedl, že jméno Yeat vytvořil, když byl pod vlivem marihuany a snažil se vymyslet jedno slovo, které by lidem znělo povědomě. Jeho umělecké jméno bylo také popsáno jako kombinace slov "yeet" a "heat". Yeat se zmínil o tom, jak mu užívání LSD dokázalo pomoci v jeho hudební kariéře. Svůj první mixtape Deep Blue Strips vydal 20. září 2018. Dne 21. února 2019 měl premiéru videoklip k jeho skladbě "Stay Up" na Elevator.

### 2021–2022: virální úspěch,Up 2 Me,2 Alive
Yeat dosáhl v roce 2021 virálního úspěchu online prostřednictvím platforem, jako je TikTok. Mano Sundaresan napsal pro Pitchfork: "Yeat, který si v posledních letech brousil zuby na vlivný online rapový kolektiv Slayworld, byl vždy o něco podivnější než jeho vrstevníci, a proto byl obsazován jako vedlejší postava. V roce 2021 se však jeho surrealistický sklon stal jeho supersilou." Yeatova hudba se začala prosazovat na internetu po jeho mixtapu 4L, který vyšel 11. června 2021. Projekt 4L obsahoval zejména skladby "Sorry Bout That" a "Money Twerk".
V srpnu vydal EP Trendi, které zaznamenalo větší úspěch díky skladbám "Mad Bout That" a "Fukit". V srpnu se také na internetu virálně rozšířil úryvek jeho písně "Get Busy", který po svém vydání přitáhl značnou pozornost médií a fanoušků. Média píseň citovala zejména kvůli jejímu verši "this song already was turnt but here's a bell", který byl okamžitě následován zvoněním kostelních zvonů (které jsou často zakomponovány do jeho písní). Na tuto větu odkazovali také kolegové rappeři Drake a Lil Yachty.
10. září vydal Yeat své debutové studiové album Up 2 Me, a to na základě smlouvy s Interscope Records a Foundation Media. Album se setkalo s vesměs pozitivním přijetím ze strany kritiků. Po skončení omezené smlouvy s Interscope a Foundation splnil Yeat slib, který dal Zacku Biaovi, a podepsal smlouvu s jeho vydavatelstvím Field Trip Recordings, kromě toho s vydavatelstvím Listen to the Kids Conora Ambrose ve společném podniku s Geffen Records a Interscope Records.
22. ledna 2022 debutovala skladba Up 2 Me v žebříčku Billboard 200, kde se nejprve umístila na 183. místě a nakonec dosáhla 58. příčky. Později téhož měsíce Yeat teasoval datum vydání svého dalšího alba 2 Alive v polovině února. Jeho píseň "U Could Tell" zazněla v epizodě Euphoria "You Who Cannot See, Think of Those Who Can", která měla premiéru 30. ledna.
11. února byl vydán singl "Still Countin" a videoklip režírovaný Colem Bennettem. 18. února vydal Yeat prostřednictvím Geffen Records, Field Trip Recordings, Listen to the Kids a Twizzy Rich své druhé studiové album 2 Alive. Debutovalo a umístilo se na šestém místě v žebříčku Billboard 200, prodalo se ho přibližně 36 000 kusů a stalo se jeho nejlépe umístěným projektem. Dne 1. dubna vyšla deluxe verze alba 2 Alive s názvem 2 Alive (Geek Pack). Dne 29. dubna vydal společný singl s vydavatelstvím Internet Money Records "No Handoutz".
28. června vydal Yeat singl "Rich Minion", který byl vytvořen pro upoutávku na film Minions: The Rise of Gru z produkce Lyrical Lemonade. Po vydání se píseň začala spojovat s "GentleMinions", memem zahrnujícím lidi, kteří se oblékali do formálního oblečení a navštěvovali promítání filmu, zatímco se hrál v kinech v létě 2022.

### 2022 – současnost:Lyfë,AftërLyfe,2093a LYFESTYLE
2. září 2022 vydal Yeat singl "Talk" z EP Lyfe. Samotné EP vyšlo o týden později, 9. září, a debutovalo a umístilo se na desátém místě v žebříčku Billboard 200.
24. února 2023 vydal Yeat své třetí studiové album Afterlyfe. Na albu se kromě Yeatových alter eg Kranky Kranky a Luh Geeky podílel i YoungBoy Never Broke Again. Album se umístilo na čtvrtém místě v žebříčku Billboard 200 a na prvním místě v žebříčku Billboard Rap Albums. Dne 3. května vydal Yeat singl "Already Rich"; píseň, často označovaná neoficiálním názvem "ard up", původně unikla v roce 2021 a zaznamenala menší úspěch v aplikacích sociálních médií, jako je TikTok. Dne 26. května byl vydán singl "My Wrist" s atlantským rapperem Young Thugem; tato píseň se zejména vyznačuje produkcí producenta Pi'erre Bournea. Dne 10. srpna vydal Yeat singl "Bigger Then Everything" spolu s videoklipem, který režíroval Cole Bennett. Dne 6. října se Yeat objevil v Drakeově skladbě "IDGAF" z jeho alba For All the Dogs; píseň debutovala na druhém místě v žebříčku Billboard Hot 100, čímž se stala jeho prvním umístěním v první desítce tohoto žebříčku a také prvním umístěním v žebříčku Billboard Global 200.
16. února 2024 vydal Yeat své čtvrté studiové album 2093, na kterém se podíleli Lil Wayne a Future. Jen o den později vyšla druhá fáze alba 2093 (P2). To obsahovalo dvě bonusové skladby, na jedné z nich se podílel Drake. O pár dní později vyšla třetí a poslední fáze alba 2093 (P3). To obsahovalo  4 skladby které byly exkluzivní pro digitální stahování. 
V dubnu 2024 Yeat prostřednictvím příběhu na Instagramu potvrdil že ještě vydá dvě alba v roce 2024 s názvy LYFESTYLE a A DANGEROUS LYFE.
3. května 2024 vydal singly “King tonka” a “Heavy stunts” na kterém se objevil Don Toliver.
18. října 2024 vydal Yeat své dlouho očekávané album LYFESTYLE které debutovalo na prvním místě v žebříčku Billboard 200.

## Hudební styl
Yeat od počátku své kariéry používá vokály s automatickým laděním. V roce 2021 si osvojil agresivnější zvuk založený na syntezátorech a připojil se k rostoucí skupině rapperů, kteří používali "rage beats", zvuk, který se stal základem SoundCloudu ovlivněným živým hlasovým projevem a výběrem beatů ovlivněných EDM umělců, jako je Playboi Carti, konkrétně na albu Whole Lotta Red (2020). Jeho vokální styl vyvolal srovnání s Playboi Cartim, Futurem a Young Thugem. Yeat prohlásil, že poslední dva jmenovaní patří mezi jeho největší inspirace. Jako jeden ze svých největších vlivů v dospívání uvedl také amerického rappera T-Paina, kterého označil za "GOAT of Auto-Tune". Yeatův charakteristický vokální preset je založen na vokálním řetězci, který mu dal jeho častý spolupracovník a kolega Weiland.
Yeat také ve své hudbě používá jedinečný žargon, přichází s ad-lib a frázemi jako "twizzy", "crank" a "luh geeky" a ve svých textech často označuje luxusní SUV jako "Tonka trucks" nebo "Tonkas". Jednou z inspirací pro tvorbu těchto jedinečných slov byl jeho otec, který si v dětství sám vymýšlel vlastní slova, která Yeat používal.
Některé aspekty Yeatovy hudby vedly k tomu, že byl spojován s různými internetovými memy a trendy, zejména s častým používáním zvuků zvonů v jeho hudbě; příkladem je jedna z jeho průlomových písní "Get Busy", ve které rapuje "This song already was turnt but here's a bell" a po zbytku skladby následuje zvonění zvonů.

## Diskografie
Studiová alba
- Up 2 Më (2021)
- 2 Alivë (2022)
- AftërLyfe (2023)
- 2093 (2024)
- LYFESTYLE (2024)
- A DANGEROUS LYFE (2025)

Mixtape
- Wake Up Call (2019)
- I'm So Me (2019)
- Alivë (2021)
- 4L (2021)

EP
- Deep Blue Strips (2018)
- Different Creature (2019)
- We Us (2020)
- Hold Ön (2020)
- Trëndi (2021)
- Lyfë (2022)